# Long Cool Woman in a Black Dress
"Long Cool Woman in a Black Dress" (también titulada "Long Cool Woman" o "Long Cool Woman (in a Black Dress)") es una canción escrita por Allan Clarke, Roger Cook y Roger Greenaway e interpretada por el grupo de rock británico The Hollies. Fue incluida originalmente en el álbum Distant Light y fue lanzada como sencillo el 17 de abril de 1972, vendiendo 2 millones de copias en todo el mundo, incluyendo 1,5 millones en los Estados Unidos. Alcanzó el número 2 en el Billboard Hot 100 en septiembre de 1972 durante dos semanas, detrás de "Alone Again (Naturally)" de Gilbert O'Sullivan.

## Fondo y grabación
El día que se grabó "Long Cool Woman" en AIR Studios, el productor del grupo, Ron Richards, estaba enfermo y, como resultado, la canción fue producida por el grupo. La canción es diferente de la mayoría de las otras canciones de The Hollies en que no hay armonías vocales de tres partes y se caracteriza por la guitarra y el trabajo vocal de Allan Clarke. A su regreso, Ron Richards mezcló la grabación. 
Fue escrita inicialmente en el estilo country/rockabilly de Jerry Reed y posteriormente se adaptó al estilo swamp rock de Creedence Clearwater Revival, en términos de estilo vocal, rítmico y melódico. Clarke imitó el estilo vocal de John Fogerty, basándose en la canción de Creedence "Green River". Según Clarke, la canción fue escrita "en unos cinco minutos".

## Recepción
La revista musical estadounidense Cash Box dijo sobre la canción: "rockeando en la tradición de Creedence y T Rex, The Hollies en su punto más comercial desde ' He Ain't Heavy '"  La similitud con Creedence Clearwater Revival no pasó desapercibida para el cantante principal de ese grupo, John Fogerty, que opinaba que la canción estaba "demasiado cerca" de su sonido característico y demandó a los Hollies por el tema. La demanda se resolvió fuera de los tribunales por una suma de dinero no revelada.
En el Reino Unido, la canción fue solo un éxito modesto, alcanzando el puesto 32 en las listas. Sin embargo, fue un éxito en los Estados Unidos, alcanzando el número 2 durante dos semanas, lo que lo convirtió en el sencillo más alto en las listas de éxitos del grupo en este país. Encabezó las listas también en Sudáfrica y alcanzó el número 2 en Australia y Nueva Zelanda. Para ese momento, Clarke había dejado The Hollies, sin embargo, debido en parte al éxito de la canción, se reincorporó a la banda en el verano de 1973.

## Posicionamiento en listas
| Lista (1972)                       | Posición |
| ---------------------------------- | -------- |
| Australia                          | 2        |
| Canadá (RPM 100 Singles)           | 1        |
| Países Bajos (Gfk Top 100 Singles) | 21       |
| Nueva Zelanda (Listener)           | 2        |
| Sudáfrica (Springbok)              | 1        |
| Reino Unido UK Singles Chart       | 32       |
| Estados Unidos Billboard Hot 100   | 2        |
| Estados Unidos Cash Box Top 100    | 1        |

| Lista (1972)             | Posición |
| ------------------------ | -------- |
| Australia                | 16       |
| Canadá                   | 19       |
| Sudáfrica                | 10       |
| Estados Unidos Billboard | 24       |
| Estados Unidos Cash Box  | 20       |

## En cultura popular
- Phantom, Rocker &amp; Slick lanzaron su versión en su álbum Cover Girl de 1986.[18]
- "Long Cool Woman in a Black Dress" fue la primera canción interpretada por la banda Phish. También tocaron la canción en sus conciertos de 15 y 20 aniversario.[19]
- El grupo a capela Rockapella lanzó una versión en su álbum <i id="mwkA">Primer</i> de 1995.[20]
- El cantante de música country, TG Sheppard, hizo una versión de la canción en su álbum de 1997 Nothin' on But the Radio .[21]
- La canción fue utilizada en las películas Remember the Titans,[22] Amores Perros,[23] The Longest Yard,[24] The Lovely Bones,[25] Trouble with the Curve,[26] Teenage Mutant Ninja Turtles: Out of the Sombras,[27] Kong: Skull Island,[28] y Air America .
- El cantante de música country Clint Black lanzó su versión de la canción en la radio country el 19 de febrero de 2008, bajo el título "Long Cool Woman". La versión de Black se ubicó en la lista Hot Country Songs en el puesto 58.[29]
- Vince Neil lanzó una versión más pesada de "Long Cool Woman", junto con otras versiones y material original, en su tercer álbum de estudio, Tattoos & Tequila, el 22 de junio de 2010.[30]